# Bartholotti

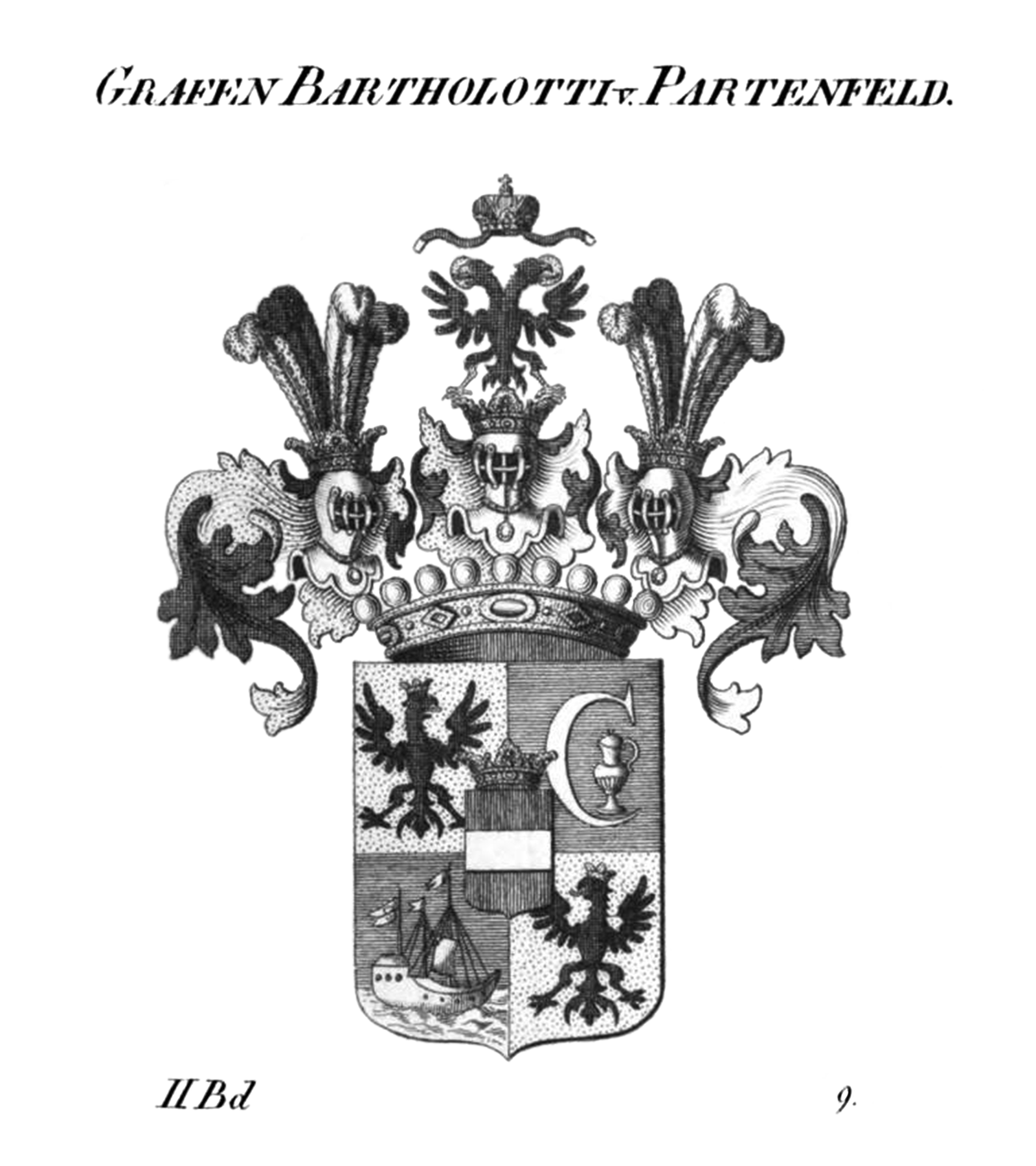
Wappen der Grafen Bartholotti von Partenfeld

Die Bartholotti, später Bartholotti von Partenfeld (auch Bartolotti; Bartenfeld, Porthenfeld, Parthenfeldt), stammen aus Venetien, gingen dann in die Steiermark und nach Krain. Unter Kaiser Ferdinand II. kamen sie nach Österreich und wurden 1636 geadelt und von Kaiser Ferdinand III. 1653 in den Reichsritterstand mit dem Prädikat von Partenfeld erhoben.
1704 wurden sie Reichsfreiherrn und 1708 in den erbländischen Freiherrnstand erhoben. 1729 erhielten die Brüder Johann Baptist und Johann Horaz den Reichsgrafentitel.

## Geschichte
Die Bartholotti stammen aus dem Gebiet von Bergamo, der Handel führte sie dann in die Steiermark und nach Krain. Johann Baptist Bartholotti, der erste, der in diese Länder kam, erlangte durch Handel Reichtum. Er und auch seine Söhne Johann Paul und Carl gaben Erzherzog Carl in Steyer und Kaiser Ferdinand II. ansehnliche Darlehen. Dafür wurden beide Brüder mit ihren Nachkommen vom Kaiser Ferdinand II. am 17. November 1636 in den Adelstand und vom Kaiser Ferdinand III. den 23. Dezember 1653 in den Reichsritterstand mit dem Prädikat von Partenfeld erhoben.
Die Söhne von Carl Bartholotti von Partenfeld wurden 1693 und 1700 unter die neuen niederösterreichischen Ritterstandesgeschlechter aufgenommen, und von Kaiser Leopold I. am 8. August 1704 in den Reichsfreiherrnstand erhoben.
Am 9. November 1729 wurden die Brüder Johann Baptist und Johann Horaz von Kaiser Karl VI. in den Reichsgrafenstand erhoben.

## Persönlichkeiten
- Johann Paul von Bartholotti († 12. April 1636), k. k. Rat, Tranksteuer-, Taz- und Salzgefällen Administrator in Böhmen, starb ohne Nachfolger.
- Carl Bartholotti von Partenfeld († 9. März 1689), kaiserlicher Hofkammerrat, Herr zu Haidersfelden und Veste Thurn (heute Unterthurm[2] in Altlengbach), verehelicht mit Anna Magdalena von Peverelli.
- Johann Paul Freiherr Bartholotti von Partenfeld († 19. November 1723), Carls ältester Sohn, kaiserl. wirklicher Hofkammerrat, Herr der Herrschaften Alt- und Neulengbach, Raipoltenbach, Plankenberg, Rust, Veste Leitten etc., blieb unvermählt.
- Johann Carl Freiherr Bartholotti von Partenfeld, Carls zweiter Sohn, kaiserl. wirklicher Hofkammerrat und Hofkriegszahlmeister, war in Böhmen begütert. Er heiratete Maria Catharina von Orelli, ihre einzige Tochter Maria Anna Josepha ehelichte Franz Anton Graf von Pachta.
- Johann Baptist Freiherr und dann Graf Bartholotti von Partenfeld († 1741), Carls dritter Sohn, kaiserl. Hofkammerrat, nö. Regimentsrat und 42 Jahre Salzoberamtmann in Niederösterreich, erbte von seinem Bruder die Herrschaften Alt- und Neulengbach etc. Er wurde 1729 in den Reichsgrafenstand erhoben. Durch den Zusammenbruch des Wechselhauses Hauzenberger (1736–1737) musste er viele Güter, so auch das Palais Bartolotti-Partenfeld, verkaufen.
- Carl Ludwig Freiherr Bartholotti von Partenfeld († 1734), nö. Regierungsrat und Viertel-Kommissarius des Viertel ober dem Wienerwald, erbte von seinem Onkel Johann Paul die Güter Alt- und Neulengbach etc.
- Johann Baptist Bartholotti von Partenfeld (1701–1745), k. k. Husarenobrist, errichtete im Österreichischen Erbfolgekrieg ein Freikorps auf eigene Kosten und kommandierte hernach das Pandurenkorps des Obristen Menzel[3] am Main und Rhein. Er starb zu Mannheim und wurde in der dortigen Garnisonskirche bestattet.[4] Aus der Ehe mit Elisabeth Catharina Freiin von Mesko stammen keine männlichen Nachkommen.

## Wappen
Freiherrnwappen
gevierter Schild, 1 und 4 im goldenen Feld ein schwarzer einfachen Adler mit ausgebreiteten Flügeln, Pfoten und goldener Krone auf dem Kopf; Feld 2 in blau steht mitten ein silberner Becher oder Pokal, der oben einen Kragen und zur linken eine Handhabe hat. Über und um diesen Becher einwärts, ist ein großer silberner Buchstabe C, fast in Form eines halben Mondes, herumgeschlungen. Feld 3 ebenfalls blau erscheint unten ein Meer, darauf eine Galeere mit Verdeck, Mast, und gespannten Segeln, und vorne weht eine halb weiße, halb rote Flagge. Der Mittelschild, welchen oben eine mit Edelsteinen geschmückte offene goldene Krone deckt, ist ein rotes mitten mit einem weisen Querbalken belegtes Feld, das Erzherzogliche österreichische Wappen darstellend. Den ganzen Wappenschild aber deckt oben eine große mit Perlschnüren umwundene goldene Freiherrnkrone. 
Drei gekrönte offene Helme, der  rechte und der linken je mit einem großen Federbusche von gelben, schwarzen, weißen und blauen Straußenfedern oben besteckt; auf dem mittlern Helm steht der doppelte kaiserliche schwarze Adler mit goldener Krone auf dem Kopf, ausgebreiteten Flügeln, jedoch ohne Schwert und Zepter. Die Helmdecke ist rechts und beim mittlern Helm schwarz und gold, links blau und silber.